# Liotryphon crassiseta
Liotryphon crassiseta là một loài tò vò trong họ Ichneumonidae.